# Halinard
Halinard von Saint-Bénigne (auch Halinard von Lyon) (* um 990; † 27. Juni 1052 in Rom) war von 1046 bis 1052 Erzbischof von Lyon. Er war überzeugter Anhänger der Kirchenreform. Im Rahmen seiner Erhebung zum Erzbischof soll er den Treueid auf König Heinrich III. mit dem Verweis auf die Benediktsregel verweigert haben. Später hat er, gemäß der Klosterchronik von St. Bénigne, das Papstamt abgelehnt und gehörte während des Pontifikats von Leo IX. zu dessen engsten Beratern.

## Leben
Er stammte aus dem burgundischen Adelsgeschlecht der Edelherren von Sombernon. Halinard wurde an den Bischofssitzen von Autun und Langres erzogen. Er trat in den Benediktinerorden ein, war Schüler des Wilhelm von Dijon und wurde 1027 zuerst Prior, dann 1031 Abt von St-Bénigne (heute: Kathedrale von Dijon).
Während seiner Erhebung zum Erzbischof von Lyon 1046 weigerte er sich, den in der damaligen Investiturpraxis üblichen Treueid auf Heinrich III. zu leisten. Er begründete dies damit, dass die Bibel und die Regula Benedicti das Leisten eines Eides verbieten würden. „Würde ich die Gebote des ewigen Königs und der Mönchsregel, die ich beschwor, hintanstellen, welches Vertrauen bliebe mir dann, dass ich den Eid für den Kaiser beachten muss? (…) Der Herr sagt im Evangelium: 'Ihr sollt nicht schwören;' die Regel des hl. Benedikt 'nicht zu schwören' (…) Besser wäre für mich, niemals das Bischofsamt zu erhalten, als Gottes Befehl zu übertreten. (…) Darauf der Bischof Sigebaud von Speyer: Wer ist dieser Mann, der wagt im Palast des Kaisers den Gehorsam zu verweigern, was keiner von uns jemals wagte. Er soll dem König schwören oder hinausgeworfen werden.“ Unklar ist, ob Papst Gregor VI. Halinard zur Annahme der Wahl zwingen musste.
Der König selbst hat nach einiger Zeit darauf verzichtet, einen förmlichen Eid zu verlangen und hat die Investitur vorgenommen. Die Handlungsweise war innerhalb des Klerus durchaus umstritten. Einige Bischöfe wie der von Speyer rieten Heinrich, die Weigerung nicht hinzunehmen, während sich die Bischöfe aus Oberlothringen auf die Seite von Halinards stellten. Ob die Handlung Halinards derart unpolitischen Beweggründen entsprang, wie der Chronist des Klosters St. Bénigne behauptet, ist unklar. Die Angelegenheit weist jedenfalls auf Krisenerscheinungen innerhalb des Reichskirchensystems durch die innerkirchlichen Reformen hin.
Ihm wurde 1048 von den Römern das Papstamt angetragen, was er aber ablehnte. Er gehörte zur engsten Umgebung Leo IX. neben dem Subdiakon Hildebrand (später Gregor VII.), Udo von Toul und Petrus Damiani. Leo IX, hat ihn bereits am Anfang seines Pontifikats in seine Nähe geholt. Er nahm 1049 an einer Synode in Rom und einer in Reims teil. Auch bei der Ostersynode in Rom 1050 war er anwesend. Im selben Jahr begleitete er den Papst auf dessen Reise nach Frankreich. Leo IX. beauftragte ihn des Weiteren mit den Verhandlungen mit den Normannen in Süditalien. Im Jahre 1052 vertrat er Leo IX. auf konkrete päpstliche Anweisung in Rom, als dieser nach Ungarn reiste. Von erheblicher Bedeutung war er für die Formulierung der päpstlichen Politik in Frankreich.
Er wurde möglicherweise durch eine vorsätzlich herbeigeführte Fischvergiftung ermordet. Halinard wurde in Sankt Paul vor den Mauern in Rom beigesetzt.